# Velký kámen (přírodní památka, okres Nový Jičín)
Velký kámen je přírodní památka v katastrálním území obce Veřovice v okrese Nový Jičín v Moravskoslezském kraji. Oblast spravuje AOPK ČR – regionální pracoviště Správa CHKO Beskydy.

## Předmět ochrany
Předmětem ochrany je velký skalní výchoz, tvořený godulskými pískovci. Jedná se o skalní sesuv, který zde vytváří významný geomorfologický tvar jako ukázku odlučné oblasti hluboké svahové deformace. Součástí chráněného území je rovněž fragment lesního porostu přirozeného charakteru s vysokou biodiverzitou. Podstatnou část přírodní památky tvoří několik desítek metrů dlouhá skalní stěna. Svahy pod touto skalní stěnou jsou pokryté balvanitou sutí.

## Poloha lokality
Velký kámen se nachází ve Veřovických vrších v západní části Radhošťské hornatiny, na severozápadním úbočí Velkého Javorníka (917,7 m n. m.), který je nejvyšším vrcholem Veřovických vrchů. Lokalita leží zhruba 200 výškových metrů pod vrcholem Velkého Javorníka a 1,5 km jihovýchodně od železniční stanice Veřovice.